# Kandisha
Kandisha és una pel·lícula fantàstica de coproducció franco-belga-marroquina de Jérôme Cohen-Olivar rodada en 35mm, estrenada a França a finals de 2010 als cinemes.

## Argument
Trencada per la pèrdua del seu fill, Nyla Jayde, una brillant advocada defensora, treballa en un cas sobre una llegenda marroquina del segle XIV, un esperit venjador anomenat "Kandisha".
Ambientada al Marroc, la pel·lícula explica la història de Nyla Jayde (Amira Casar), una advocada, i el seu marit Mehdi, que han perdut l'harmonia que regnava dins la seva parella des de la mort brutal de la seva nena. Nyla defensa la Mona Bendrisi, acusada de matar el seu marit. Ella proclama que va ser Kandisha qui el va matar. Aquest cas portarà la jove advocat a seguir els passos de la llegendària Aixa Kandisha.

## Repartiment
- Amira Casar : Nyla Jayde
- Hiam Abbass : Mona Bendrissi
- David Carradine: The American
- Michaël Cohen : Mehdi Jayde
- Saïd Taghmaoui : Dakir Nesri
- Assaad Bouab : The Cabalist
- Amal Ayouch : Dr Maliki
- Mourad Zaoui : Jamil

## Producció
El rodatge es va fer a les ciutats marroquines de Casablanca, Marràqueix i Rabat. Fou projectada per primer cop al Festival Internacional de Cinema de Marràqueix.